# IC 1258
IC 1258 ist eine Spiralgalaxie im Sternbild Drache am Nordsternhimmel, die schätzungsweise 373 Millionen Lichtjahre von der Milchstraße entfernt ist. Gemeinsam mit der Galaxie IC 1259 und IC 1260 bildet sie das Galaxientriplett Arp 311. Halton Arp gliederte seinen Katalog ungewöhnlicher Galaxien nach rein morphologischen Kriterien in Gruppen. Dieses Galaxientriplett gehört zu der Klasse Gruppen von Galaxien. 
Das Objekt wurde am 19. Juli 1887 von Lewis A. Swift entdeckt.